# Polystichum holttumii
Polystichum holttumii är en träjonväxtart som beskrevs av Carl Frederik Albert Christensen. Polystichum holttumii ingår i släktet Polystichum och familjen Dryopteridaceae. Inga underarter finns listade.